# Josefa Maroldová
Josefa Maroldová (14. července 1836 Vicenza – 12. listopadu 1920 Praha)) byla teta a vychovatelka malíře Luďka Marolda, vychovávala i jeho syna.

## Život
Narodila se v italské Vicenze, v rodině nadporučíka c. k. armády Jana Marolda (1768–1848 Kutná Hora) a jeho manželky Anny, rozené Eixnerové, ovdovělé Kratschmerové (1804–1863). S ovdovělou matkou a dvěma sestrami žila v Praze. Její sestra Aloisie byla matka malíře Luďka Marolda. (Nejstarší sestra Františka zemřela roku 1871.)
Živila se jako prodavačka v trafice, kterou získala jako nezaopatřená dcera zemřelého důstojníka. Trafika byla v ulici Na příkopě č. 38.
Po smrti Luďka Marolda se ujala výchovy i jeho syna. Ze vzpomínek novináře Jaroslava Baláka (1880–1935) vyplývá, že o syna Luďka pečovala již za života jeho rodičů, v době jejich nepřítomnosti.
Zemřela bezdětná a neprovdána v pražské Všeobecné nemocnici.

### Dědictví po Luďku Maroldovi
Na svou obhajobu zveřejnil správce pozůstalosti Luďka Marolda Ladislav Klumpar 31. 5. 1905 obsáhlý rozbor svých souvisejících aktivit. Popřel v tomto rozboru obvinění, která vůči němu vzneslo Právo lidu z 30. 5. 1905. Zejména uvedl, že si malíř přál, aby po jeho smrti vychovávala jeho syna Josefa Maroldová. Do jejího majetku proto přišla životní pojistka Luďka Marolda a Josefa Maroldová učinila syna Luďka svým univerzálním dědicem. Klumpar z této pojistky platil, se souhlasem Josefy Maroldové, zejména Maroldovy dluhy, ale i různá vydání ve prospěch malířovy vdovy. Podle Klumparova vyjádření se pojistka v majetku Josefy Maroldové stala zárukou, že bude postaráno o jeho syna.

## Luděk Marold o Josefě Maroldové
| „                    | …v Parízu jsem se ještě nenechal fotografovat, ale učiním tak co nejdřív, abych své milované tetě nějakou poslal. …mého otce sebral rok 1866 a moji milovanou matku, když jsem byl stár 8 let, od té doby převzala vychování mé moje drahá teta a skutečně jen jí mám za vše děkovati. Tak prosím, v případě uveřejnění nějakého mého pestrého životopisu prosím, by Jste tety mé, drahé tety nevynechal. | “ |
| — Luděk Marold, 1890 | |   |

## Zajímavost
Luděk Marold namaloval pro trafiku své tety dva vývěsní štíty, na kterých byli vyobrazeni Turek a Španělka, podle jiného zdroje postavy představovaly toreadora a Turkyni. Tyto štíty měly vzniknout v závěru Maroldova pařížského období, to je mezi roky 1889 a 1897.
Některé zdroje tradují, že si lid tyto postavy překřtil na Bulhary; podle postav ze štítů pak má pocházet místní pražské pojmenování (dříve křižovatka, nyní název ulice) U Bulhara. Protože trafika Josefy Maroldové byla v ulici Na příkopě a hostinec U Bulhara je v tisku zmiňován již v roce 1888, jde spíše o tzv. etymologickou pověst.